# Subbaella negriensis
Subbaella negriensis är en stekelart som beskrevs av T.C. Narendran 1994. Subbaella negriensis ingår i släktet Subbaella och familjen kragglanssteklar. Inga underarter finns listade i Catalogue of Life.